# Michael Carroll Stadium
IU Michael A. Carroll Track & Soccer Stadium es un estadio de fútbol y atletismo con capacidad para 12.100 aficionados situado en Indianápolis, (Indiana, Estados Unidos). Es el campo de los IUPUI Jaguars de cross country y de fútbol, y del Indy Eleven, un equipo de fútbol de la North American Soccer League.
El estadio lleva el nombre del líder cívico de Indianápolis Michael A. Carroll, el estadio fue construido en 1982 por $ 7.000.000 como un lugar de pista y campo, la instalación ha sido sede de varios eventos de pista y campo de los Juegos Panamericanos de 1987, Juegos Mundiales de Policía y Bomberos en 2001, varios campeonatos de atletismo al aire libre de Estados Unidos y campeonatos de la NCAA, así como los 1988 en los ensayos olímpicos de los Estados Unidos donde Florence Griffith Joyner establecidos el récord mundial de 100 metros para mujeres de 10.49 que aun se mantiene hasta hoy. El sitio cuenta con una pista con ocho carrilesde 400 metros.
El estadio fue renovado en 2013-2014 para dar cabida al Indy Eleven.
- Datos: Q18590744